# چارپولک
چارپولک (به لاتین: Char Bulak) یک منطقهٔ مسکونی در افغانستان است که در ولسوالی چارپولک واقع شده‌است.